# لانغستون غالاوي
لانغستون غالاوي (بالإنجليزية: Langston Galloway)‏ مواليد 9 ديسمبر 1991، هو لاعب كرة سلة أمريكي يلعب مع فريق نيويورك نيكس في الرابطة الوطنية لكرة السلة ويحمل الرقم 2. يبلغ طوله 6 قدم 2 بوصة (1.9 م).

## فرق لعب لها
- نيويورك نيكس

## روابط خارجية
- لانغستون غالاوي على موقع إن بي أي (الإنجليزية)
- لانغستون غالاوي على موقع سبورتس رفرنس (الإنجليزية)
- لانغستون غالاوي على موقع كرة السلة الأوروبية.كوم (الإنجليزية)
- لانغستون غالاوي على موقع إي إس بي إن.كوم (الإنجليزية)
- لانغستون غالاوي على موقع كلية كرة السلة في سبورتس رفرنس.كوم (الإنجليزية)
- لانغستون غالاوي على موقع ريلجم (الإنجليزية)
- لانغستون غالاوي على موقع بروبوليرز (الإنجليزية)
- لانغستون غالاوي على موقع سبورتس رفرنس (الإنجليزية)
- لانغستون غالاوي على موقع سبورتس رفرنس (الإنجليزية)